# Jactitação
Jactitação ou jactitação do casamento é uma condição de ação arcaica nas leis inglesa e irlandesa. Quando uma pessoa afirma falsamente que é casada com outra, a parte prejudicada pode obter uma ordem que restrinja mais repetições da falsidade. A ação foi abolida na Inglaterra em 1986 e na Irlanda em 1995.

## O processo para a jactitação do casamento
Quando uma pessoa afirma falsamente que é casada com outra, a parte prejudicada (o peticionário) pode entrar com uma ação por jactitação do casamento. A ação poderia ser movida apenas contra a pessoa (o entrevistado) que alegadamente se casou e não poderia ser usada para proibir terceiros de alegarem a existência de um casamento.
Se o tribunal considerasse o caso a ser provado, poderia emitir uma declaração de que as duas partes não eram casadas, juntamente com uma ordem proibindo o entrevistado de repetir a afirmação.
Havia três defesas no processo:
- que uma afirmação de casamento nunca foi feita
- que a afirmação era verdadeira
- que a declaração falsa foi consentida pelo peticionário.

## Origens e história
Segundo o Oxford English Dictionary, a jactitação é "uma declaração falsa tendendo a prejudicar alguém". A palavra, no sentido de "uma declaração pública ou aberta, especialmente de um tipo arrogante; afirmação ostensiva; gabar-se" foi registrada pela primeira vez em 1632. Os procedimentos legais para a jactitação do casamento foram registrados como tendo sido apresentados aos tribunais eclesiásticos na Inglaterra em 1685.
Antes da Lei de Lord Hardwicke de 1754, que primeiro tornava obrigatória a cerimônia formal de casamento, um processo por jactitação era o método usual para determinar a validade de um casamento na Inglaterra. Após essa data, o processo foi muito menos utilizado, pois bastava a prova de uma cerimônia formal para estabelecer um casamento.
Antes de 1857, os procedimentos de jactitação na Inglaterra eram realizados apenas nos tribunais eclesiásticos, mas a Lei de Causas Matrimoniais de 1857 transferia a jurisdição para o recém-criado Tribunal de Divórcio e Causas Matrimoniais. Depois de 1925, o processo teve que ser instaurado em um tribunal de comarca de divórcio, com o caso sendo transferido para o Supremo Tribunal se uma defesa fosse apresentada.

## Abolição
Em 1971, a Comissão de Direito analisou o estado da lei na Inglaterra e recomendou a abolição do processo por jactitação do casamento. Era então pouco usado, com o último caso relatado sendo em 1968. A Comissão observou, em particular, o escopo restrito da ação e sua inaplicabilidade a declarações falsas feitas por terceiros. O direito de solicitar uma jactitação foi finalmente abolido pela seção 61 da Lei de Direito da Família de 1986.
Na República da Irlanda, um relatório da Comissão de Reforma da Lei de 1983 recomendou a abolição da jactitação como "um remédio antigo que caiu em completo desuso". A recomendação foi implementada pela Lei de Direito da Família de 1995, que, em vez disso, autorizou o Tribunal de Família do Círculo a fazer uma declaração sobre o status do casamento de uma pessoa.